# جیمز دان (بازیگر)
جیمز هاوارد دان (انگلیسی: James Howard Dunn؛ ۲ نوامبر ۱۹۰۱ – ۱ سپتامبر ۱۹۶۷) هنرپیشه اهل ایالات متحده آمریکا بود.

## جوایز
- جایزه اسکار بهترین بازیگر نقش مکمل مرد (۱۹۴۵)

## فیلم‌شناسی
- دختر بد (۱۹۳۱)
- اسکار (۱۹۶۶)